# Francesco Angelo Rapaccioli
Francesco Angelo Rapaccioli (ur. w 1608 w Collescipoli, zm. 15 maja 1657 w Rzymie) – włoski kardynał.

## Życiorys
Urodził się w 1608 roku w Collescipoli. W młodości został referendarzem Trybunału Obojga Sygnatur, regentem Kancelarii Apostolskiej i skarbnikiem generalnym Kamery Apostolskiej. 13 lipca 1643 roku został kreowany kardynałem prezbiterem i otrzymał kościół tytularny Santa Maria in Via. W tym samym roku został mianowany legatem w Viterbo. 18 października 1646 roku został wybrany biskupem Terni, a dziesięć dni później przyjął sakrę. W 1656 roku zrezygnował z zarządzania diecezją, a przez kolejny rok pełnił funkcję kamerlinga Kolegium Kardynałów. Zmarł 15 maja 1657 roku w Rzymie.